# Jacques Cœur

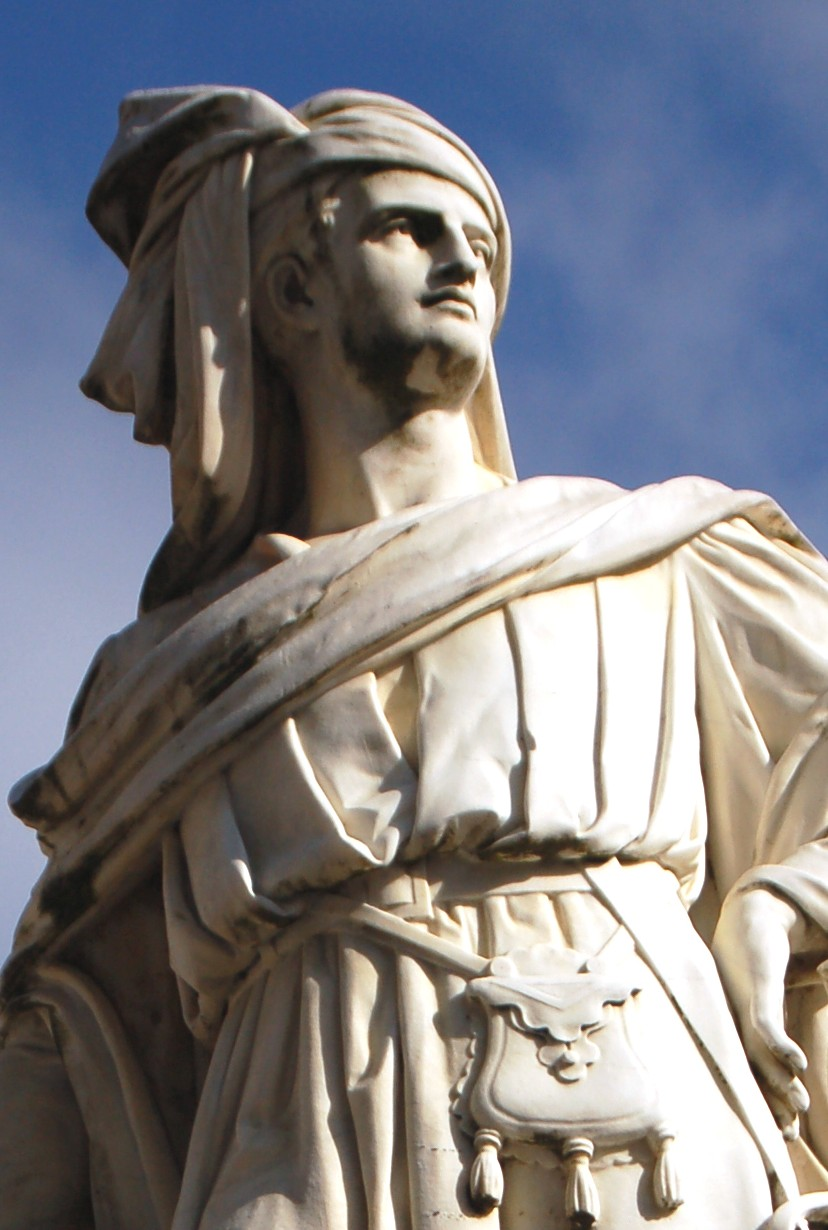
Estatua de Jacques Cœur.

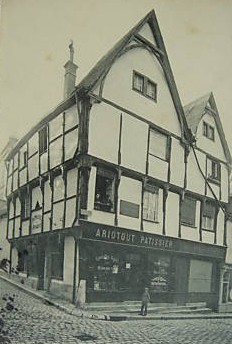
Casa natal de Jacques Cœur.

Jacques Coeur (c. 1395, Bourges – 25 de noviembre de 1456, Quíos) fue un comerciante francés. Uno de los fundadores del comercio entre Francia y el Levante mediterráneo.
Nació en Bourges, ciudad donde su padre, Pierre Coeur, era un rico comerciante. Las primeras noticias sobre Jacques se dan alrededor de 1418, cuando contrae matrimonio con Mace de Lodepart, hija de Lambert de Lodepart, un influyente ciudadano, preboste de Bourges y antiguo valet de Juan de Berry. En 1429 formó una sociedad comercial con dos hermanos apellidados Godard; y en 1432 estuvo en Damasco, comerciando con mercancías desde el oriente hasta el interior de Francia por la ruta de Narbona. El mismo año se estableció en Montpellier, y desde ahí comenzó sus enormes empresas financieras con las que ganó renombre como financiero en la época.
En 1436 Coeur fue llamado a París por Carlos VII, quien le dio un importante cargo en la Corte. Estuvo a cargo de la acuñación de la moneda en el reino entre 1435 y 1451. En 1438 fue puesto a cargo de la administración personal del rey; en 1441 él y su familia fueron elevados a la nobleza. En 1444 fue nominado para presidir el nuevo Parlamento en Languedoc, posición que mantuvo hasta el día en que cayó en desgracia. En 1445 sus agentes orientales negociaron un tratado entre el Sultán de Egipto y los Caballeros de Rodas. En 1448 fue uno de los negociadores que puso fin al Cisma Papal entre Félix V y Nicolás V.
Siendo el hombre más rico e influyente del reino fue involucrado en la muerte de Agnès Sorel, la favorita del rey, por lo cual fue arrestado en 1451 y condenado a permanecer en prisión indefinidamente mientras la totalidad de sus bienes eran confiscados en 1453. En 1455 Jacques Coeur se fugó de la cárcel y encontró protección en la corte papal de Nicolás V. Murió al servicio de este último en 1456.